# 어재순
어재순(魚在淳, 1826년~1871년)은 조선의 장수이다.

## 생애
벼슬을 지내지 않고 은거 생활을 하던 도중 형인 어재연이 진무중군으로 광성보에서 농성하고 있다는 소식을 듣자 백의종군을 선언했다.
이에 사람들은 그를 말리자 그는 “생사는 하늘에 달려 있으니 적이 두려워서 어찌 나라를 구하는 일을 못하랴.”라고 하며 광성보로 갔다. 어재연은 그에게 돌아갈 것을 명했지만 그는 돌아가지 않고 싸우다가 선두에서 전사했다. 이에 정부는 그를 이조참의에 추증했다.